# 로버트 네퍼
로버트 네퍼(Robert Knepper, 1959년 7월 8일~)는 미국의 배우이다.

## 출연 작품

### 영화
- 죽음의 카운트다운
- R.I.P.D.: 알.아이.피.디. - 니울리키 역
- 라이드: 나에게로의 여행 - 피터 역
- 헝거게임: 더 파이널 - 안토니우스 역
- 더 호더
- 콜드 데크 - 터크 역
- 잭 리처: 네버 고 백 - 하크니스 장군 역
- 하드 타겟 2
- 인세인
- 워헌트

### 드라마
- 프리즌 브레이크
- 프리즌 브레이크 리턴즈 - 테오도르 티백 백웰 역